# John Müller
John Freddy Müller González (Osorno, 31 de agosto de 1964) es un periodista chileno. Fue director adjunto del diario español El Mundo y copresentador del programa de divulgación económica Veo Expansión de Veo TV.

## Biografía
Müller realizó sus estudios secundarios en el Colegio San Mateo de Osorno y estudió periodismo en la Pontificia Universidad Católica de Chile. En 1987 obtuvo una beca para participar en el XVI Programa de Graduados Latinoamericanos de la Universidad de Navarra. También ha realizado estudios en Iese Business School de la Universidad de Navarra.
Se inició en el periodismo en la revista Hoy, donde era un estudiante en prácticas. Tras su estancia en Pamplona, Müller se vinculó a Diario 16, periódico que dirigía Pedro J. Ramírez, quien le designó corresponsal en Chile. Allí, Müller compatibilizó esta actividad con su trabajo como editor de Hoy, uno de los altavoces del movimiento democrático durante el decisivo año de 1988 en que se celebró el plebiscito que puso fin a la dictadura militar. [cita requerida]

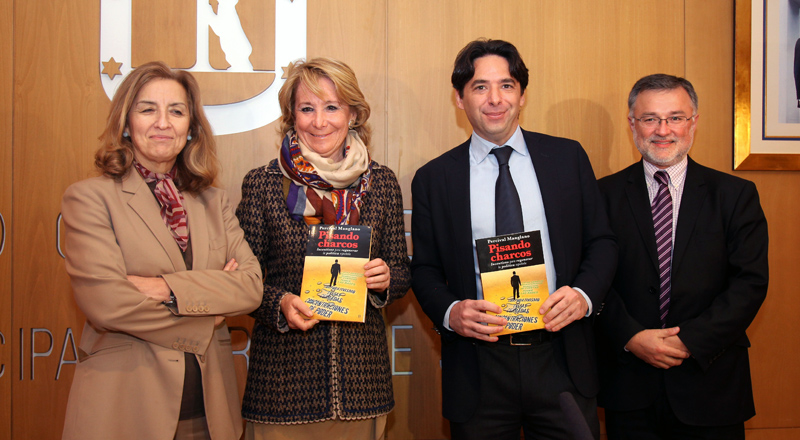
En 2013, junto a Percival Manglano y Esperanza Aguirre.

En 1989, Müller se trasladó a Madrid, donde participó en la fundación del diario La Gaceta de los Negocios (marzo de 1989) y El Mundo (23 de octubre de 1989). Desarrolló casi toda su carrera profesional en este último diario, en el que empezó como jefe de Internacional y ha ocupado puestos como redactor jefe de Local, subdirector de las Ediciones Regionales, director del proyecto radiofónico de El Mundo, subdirector de Economía y director adjunto del diario, con la única excepción del período 1995-1996 en que abandonó España para dirigir el diario El Universal de Caracas.[cita requerida]
En 2008, Müller comenzó a copresentar el programa de información económica Veo Expansión junto a Carlos Cuesta.
En septiembre de 2009 dirigió y presentó durante una semana el programa La vuelta al mundo, que no logró la audiencia que Veo Televisión esperaba. En 2014 renunció a la redacción de El Mundo donde era director adjunto para dedicarse en exclusiva a su columna económica Ajuste de Cuentas. En enero de 2016 se incorporó como adjunto al director en el nuevo periódico de Pedro J. Ramírez, El Español. Tras colaborar con El Mercurio de Chile en la cobertura de las elecciones presidenciales de 2017, Müller volvió a colaborar con El Mundo en marzo de 2018 y mantiene una sección diaria en radio Pauta (www.pauta.cl) de Chile. Participa regularmente en programas de radio y TV, y dicta conferencias.

## Obras
- El plebiscito de Pinochet (cazado) en su propio trampa, Abraham Santibáñez. Con la colab. de John Müller, Ed. Atena, Santiago, Chile, 1988.
- La Noticia Interpretada: hurgando tras un género periodístico, Ed. Atena, Santiago de Chile, 1990.
- Huasos en la Aldea Global, Autoedición, Osorno, 2004.
- #Podemos. Deconstruyendo a Pablo Iglesias (Coordinador), Ed. Deusto, Barcelona, 2014.
- Leones contra dioses: cómo los políticos derrotaron a la prima de riesgo y perdieron la oportunidad de modernizar España, Ed. Península, Barcelona, 2015.[4]
- #Ciudadanos. Deconstruyendo a Albert Rivera (Coordinador), Ed. Deusto, Barcelona, 2015.
- No, no te equivoques, Trump no es liberal (Coordinador), Ed. Deusto, Barcelona, 2017.
- La sorpresa Vox (Coordinador), Ed. Deusto, Barcelona, 2019.